# Clang
Clang es un front end de compilador para los lenguajes de programación C, C++, Objective-C y Objective-C++. Usa LLVM como su back-end y ha sido parte del ciclo de lanzamiento de LLVM desde la versión 2.6.
Está diseñado para ofrecer un reemplazo de GNU Compiler Collection (GCC). Es de código abierto, y varias compañías de software están involucradas en su desarrollo, incluyendo a Google y Apple. Su código fuente está bajo la licencia University of Illinois/NCSA.
El proyecto Clang incluye además un analizador estático de software y varias herramientas de análisis de código.